# Live in Hamburg
Live in Hamburg ist das fünfte Livealbum der deutschen Rockband Böhse Onkelz. Es wurde am 11. April 2005 über das bandeigene Label Rule23 Recordings veröffentlicht.

## Inhalt
Das Live-Album enthält den Mitschnitt des Abschlusskonzertes der Tour La Ultima vom 5. Oktober 2004 in der Colorline Arena in Hamburg. Hierbei spielte die Band 30 Titel aus fast allen ihrer Studioalben vor etwa 11.500 Zuschauern.

## Covergestaltung
Das Albumcover zeigt einen beigefarbenen Anker auf grauem Hintergrund. Am Anker befinden sich der Titel Live in Hamburg in schwarz und der typische Schriftzug böhse onkelz in weiß. Der untere Rand des Bildes ist ebenfalls beige.

## Titelliste
CD 1
| #  | Titel                          | Länge |
| -- | ------------------------------ | ----- |
| 1  | Intro                          | 3:52  |
| 2  | Hier sind die Onkelz           | 4:29  |
| 3  | Lieber stehend sterben         | 4:52  |
| 4  | Finde die Wahrheit             | 4:15  |
| 5  | Ich bin in dir                 | 3:49  |
| 6  | Buch der Erinnerung            | 5:07  |
| 7  | Danket dem Herrn               | 5:35  |
| 8  | Ja, ja                         | 3:58  |
| 9  | Onkelz vs. Jesus               | 5:58  |
| 10 | Wieder mal ’nen Tag verschenkt | 5:06  |
| 11 | Terpentin                      | 5:31  |
| 12 | Nichts ist für die Ewigkeit    | 6:12  |
| 13 | Firma                          | 5:20  |
| 14 | Danke für nichts               | 4:30  |
| 15 | Superstar                      | 3:41  |

CD 2
| #  | Titel                         | Länge |
| -- | ----------------------------- | ----- |
| 1  | Nur die Besten sterben jung   | 4:33  |
| 2  | Nie wieder                    | 4:23  |
| 3  | Immer auf der Suche           | 3:16  |
| 4  | Stunde des Siegers            | 5:03  |
| 5  | So sind wir                   | 4:41  |
| 6  | Für immer (Version 2004)      | 6:05  |
| 7  | Heilige Lieder                | 4:40  |
| 8  | Gehasst, verdammt, vergöttert | 3:35  |
| 9  | Erinnerungen                  | 6:39  |
| 10 | Feuer                         | 4:34  |
| 11 | Auf gute Freunde              | 6:51  |
| 12 | Kirche                        | 5:53  |
| 13 | Mexico                        | 8:13  |
| 14 | Ihr hättet es wissen müssen   | 5:19  |
| 15 | A.D.I.O.Z.                    | 4:32  |

## Rezeption
| Professionelle Bewertungen | Professionelle Bewertungen |
| -------------------------- | -------------------------- |
| Kritiken                   |                            |
| Quelle                     | Bewertung                  |
| CDStarts                   | [ 3 ]                      |

Thomas Kupfer vom Musikmagazin Rock Hard meint „der Mitschnitt des Abschlusskonzerts der „La Ultima“-Tour wird höchsten Ansprüchen gerecht“. Es enthalte „einen gelungenen Querschnitt durch die mit Highlights gespickte Onkelz-Discografie“, sei „hervorragend produziert“ und versprühe „echtes Live-Feeling“.
Matthias Reichel von CDStarts gab dem Album neun von zehn möglichen Punkten und schreibt, dass die „insgesamt 29 Tracks aus 2½ Jahrzehnten Onkelz-Historie, keine Wünsche offen lassen“ würden. Es sei „eine geschichtsträchtige Abschiedsvorstellung“, wobei „die akustische Version von „Wieder mal ’nen Tag verschenkt“ […] und die Gänsehautnummer „Nichts ist für die Ewigkeit““ die Highlights darstellten.

## Kommerzieller Erfolg

### Chartplatzierungen
Das Album stieg in der 17. Kalenderwoche des Jahres 2005 auf Platz 1 in die deutschen Albumcharts ein und belegte in den folgenden Wochen die Ränge 2; 3; 6 und 7. Insgesamt hielt sich der Tonträger 24 Wochen in den Top 100. In den deutschen Jahrescharts 2005 belegte der Tonträger Rang 26.
| ChartsChartplatzierungen | Höchstplatzierung | Wochen |
| ------------------------ | ----------------- | ------ |
| Deutschland (GfK)        | 1 (24 Wo.)        | 24     |
| Österreich (Ö3)          | 7 (15 Wo.)        | 15     |
| Schweiz (IFPI)           | 28 (7 Wo.)        | 7      |

| ChartsJahrescharts (2005) | Platzierung |
| ------------------------- | ----------- |
| Deutschland (GfK)         | 26          |

### Auszeichnungen für Musikverkäufe
Live in Hamburg wurde noch im Erscheinungsjahr für mehr als 100.000 verkaufte Exemplare mit einer Goldenen Schallplatte in Deutschland ausgezeichnet. Insgesamt wurden über 150.000 Einheiten ausgeliefert.
| Land/Region        | Auszeichnungen für Musikverkäufe (Land/Region, Auszeichnung, Verkäufe) | Verkäufe |
| ------------------ | ---------------------------------------------------------------------- | -------- |
| Deutschland (BVMI) | Gold                                                                   | 100.000  |
| Insgesamt          | 1× Gold ·                                                              | 100.000  |